# Neurológia
A neurológia vagy ideggyógyászat egy orvosi szakterület, amely az idegrendszer rendellenességeivel foglalkozik. Pontosabban az összes olyan betegség diagnosztizálásával és gyógyításával, amelyek kapcsolatba hozhatóak a központi- és a perifériás idegrendszerrel.
A neurológus egy neurológiára specializált orvos, akinek feladata a neurológiai rendellenességek kivizsgálása, diagnosztizálása és kezelése. A neurológusokat bevonhatják klinikai kutatásokba és –vizsgálatokba, valamint alapkutatásokba és transzlációs kutatásokba. A neurológia sebészi megfelelője az idegsebészet. Magyarországon neves képviselője a 20. században dr. Horányi Béla (1904–1986), ideg- és elmegyógyász, egyetemi tanár, az orvostudományok doktora volt.

## Munkaterület
Nagyszámú neurológiai rendellenességet írtak már le. Ezek érinthetik a központi idegrendszert (agy és gerincvelő), vagy a perifériás idegrendszert.

## Kvalifikációk
Az Amerikai Egyesült Államokban és Kanadában azok az orvosok lehetnek neurológusok, akik teljesítik a neurológiai posztgraduális képzést az orvosi iskola után. A neurológusok általában legalább 10-13 évet töltenek az egyetemi képzéssel és a klinikai gyakorlattal, mielőtt elkezdik az orvosi praxist. A gyakorlatba beletartozik négy év egyetemi képzés, egy orvosi diploma megszerzése (D.O. vagy M.D.), valamint további négy év tanulás, utána pedig három vagy négy év rezidensi képzés a neurológia területén. A  négyéves rezidensi képzés áll egy év általános orvosi képzésből, amelyet három év neurológiai követ. A neurológusok egy része további 1-2 éves ösztöndíjas programban is részt vesz a rezidensképzést követően. A neurológusok foglalkozhatnak például az agysérültekkel, epilepsziásokkal, klinikai neurofiziológiával, alvás- és vaszkuláris orvoslással. Sok neurológus további specializációs képzéseket is elvégez a fentiek után.
Németországban egy év pszichiátriai gyakorlat kötelező a neurológiai rezidens képzés elvégzéséhez. Az Egyesült Királyságban és Írországban szintén hasonlóan hosszú képzési rendszer alakult ki. 20-30 évvel ezelőtt a neurológusok egy része még dolgozott pár évet egy pszichiátriai intézményben, hogy megszerezze a pszichológiai orvosi diplomát. Egy kutatási periódus elvégzése lényeges, emellett magasabb tudományos fokozat megszerzése segítheti a karrier előrehaladását. A neurológusok egy része a rehabilitációs orvoslás területére kerül (az USA-ban ezt pszichiátriaként ismerik), hogy ott ideggyógyászati rehabilitációra specializálódjon, amelybe beletartozhatnak agyvérzéses és agysérült betegek is.

## Testi kivizsgálás
A neurológiai vizsgálat során a neurológus áttekinti a páciens kórtörténetét, különös figyelemmel az aktuális állapotra. A páciensen ezután egy neurológiai vizsgálatot végeznek el. A vizsgálat ellenőrzi a mentális állapotot, a kraniális idegek (beleértve a látás) funkcionálását, az erőt, a koordinációt, a reflexeket és az érzékelést. Ezek a tesztek segítenek eldönteni azt, hogy a probléma idegrendszeri eredetű-e és ha igen, akkor mely területre lokalizálható. A pontos lokalizáció kulcsfontosságú, mert a neurológus ez alapján állítja fel a differenciáldiagnózist. További tesztek lehetnek szükségesek a diagnózis megerősítése érdekében, valamint ezek segítségével lehet meghatározni a megfelelő terápiát és kezelést.

## Klinikai feladatok

### Általános esetek
A neurológus felelős a fent említett kondíciók diagnózisáért és kezeléséért. Amennyiben műtéti beavatkozás szükséges, a neurológus átadja a beteget egy idegsebésznek. Néhány országban a neurológus felelőssége az agyhalál megállapítása, ha a beteg halottnak tűnik. A neurológusok gyakran foglalkoznak örökletes (genetikai) betegségekkel, amikor a legfőbb tünetek neurológiai eredetűek – az esetek nagy részére ez igaz. Gyakran hajtanak végre lumbálpunkciót (gerinccsapolást). Neurológusok egy része gyakran egy alterülettel foglalkozik, mint demencia, mozgásos zavarok, fejfájások, epilepszia, alvászavarok, krónikus fájdalom kezelése, sclerosis multiplex vagy neuromuszkuláris betegségek.

### Más területekkel való átfedés
Országonként eltérés mutatkozik abban, hogy a neurológia milyen más területekkel mutat átfedést. Akut fejtraumával gyakran az idegsebész foglalkozik, ennek következményeit viszont neurológus vagy rehabilitációban specializált orvos is elvégezheti. Az agyvérzéssel tradicionálisan a belgyógyász foglalkozik, de a vaszkuláris neurológia és az intervenciós neurológia megjelenésével igény mutatkozik az agyvérzésre specializálódott orvosokra. Néhány idegrendszeri fertőzéssel az erre specializálódottak foglalkoznak. A legtöbb kevésbé súlyos fejfájásos esetet gyakorlaton lévők diagnosztizálják és kezelik, emellett a derékfájásos esetekkel is ők foglalkoznak, jóllehet utóbbinál elképzelhető konzultáció neurológussal vagy sebésszel. Alvászavarokat kezelhet pulmonológus vagy pszichiáter is.
Klinikai neuropszichológusoknak gyakran kikérik a szakvéleményét a differenciáldiagnózis felállítása miatt, rehabilitációs stratégiák tervezéséhez, kognitív erősségek és gyengeségek dokumentációjához és idő elteltével bekövetkező változások mérésére (például abnormális öregedés vagy demencia fejlődésének azonosítására).

### Kapcsolat a klinikai neurofiziológiával
Néhány országban (pl. USA és Németország) a neurológusok specializálódhatnak klinikai neurofiziológiára. E területhez tartozik az EEG, az idegvezetési vizsgálatok, a MEG és a kiváltott potenciálok is. Más országokban ez egy független területet alkot (pl. Egyesült Királyság vagy Svédország).

### Átfedés a pszichiátriával
Jóllehet néhányan a mentális betegségekről úgy gondolkodnak, mint a központi idegrendszerre ható neurológiai rendellenességekről, hagyományosan külön tekintendőek és pszichiáter foglalkozik velük. Az Amerikai Pszichiátriai Újság egyik 2002-es számában a Harvard Orvosi Iskolájának dékánja és neurológus professzora, Joseph B. Martin, úgy nyilatkozott, hogy „a két kategória elválasztása önkényes, gyakran bizonyított tudományos megfigyelések helyett a hit befolyásolja. A tény maga , hogy az agy és az elme egy és ugyanaz még erőltetettebbé teszi az elválasztást” (Martin, 2002).
A neurológiai betegségeknek gyakran van pszichiátriai megnyilvánulásuk, például agyvérzés utáni depresszió, Parkinson-kór következtében megjelenő depresszió vagy demencia, Alzheimer- vagy Huntington-kórnál megjelenő kedvváltozás, kognitív diszfunkciók megjelenése. Ebből is látható, hogy biológiai szempontból nem minden esetben éles a határ a neurológia és a pszichiátria között. A 20. század nagy részében uralkodó pszichoanalitikus teóriát felváltotta a farmakológiai központúság. A nagy mértékű fejlődés ellenére az agytudomány nem érte el azt a pontot, amikor a tudósok vagy a klinikusok pontosan rá tudnak mutatni patológiai abnormalitásokra, amik megbízható jelei lehetnek a mentális zavaroknak.

## Fordítás
- Ez a szócikk részben vagy egészben a Neurology című angol Wikipédia-szócikk ezen változatának fordításán alapul.  Az eredeti cikk szerkesztőit annak laptörténete sorolja fel. Ez a jelzés csupán a megfogalmazás eredetét és a szerzői jogokat jelzi, nem szolgál a cikkben szereplő információk forrásmegjelöléseként.